# Blue Sky
Blue Sky is een Amerikaanse dramafilm uit 1994 onder regie van Tony Richardson. 

## Verhaal
Hank Marshall is een wetenschapper in dienst van het leger. Terwijl hij bezig is met kernproeven in Nevada, valt zijn vrouw Carly voor de avances van zijn overste. Het overspel van zijn vrouw is echter niet het enige dilemma voor Marshall.

## Rolverdeling
| Acteur             | Personage           |
| ------------------ | ------------------- |
| Jessica Lange      | Carly Marshall      |
| Tommy Lee Jones    | Hank Marshall       |
| Powers Boothe      | Vince Johnson       |
| Carrie Snodgress   | Vera Johnson        |
| Amy Locane         | Alex Marshall       |
| Chris O'Donnell    | Glenn Johnson       |
| Mitch Ryan         | Ray Stevens         |
| Dale Dye           | Kolonel Mike Anwalt |
| Timothy Scott      | Ned Owens           |
| Annie Ross         | Lydia               |
| Anna Klemp         | Becky Marshall      |
| Anthony Rene Jones | Helikopterpiloot    |
| Jay H. Seidl       | Soldaat             |
| David Bradford     | Soldaat             |
| Matt Battaglia     | Soldaat             |